# Fermín de la Puente y Apezechea
Fermín de la Puente y Apezechea (Ciutat de Mèxic, 9 de novembre de 1812 - Omoño, Santander, 20 d'agost de 1875), va ser un poeta, escriptor, traductor i acadèmic mexicà. El seu pare va ser oïdor de la reial cancelleria i la seva mare originària de Zacatecas. Quan era jovenet la seva família es va traslladar a Sevilla. Va estudiar humanitats i llatí. Va ser deixeble dels poetes Alberto Lista i José Musso Pérez-Valiente.
En 1835, va publicar el seu poema "La corona de Flora" en la revista El Artista on editava Eugenio de Ochoa y Montel i el pintor Federico de Madrazo. En 1845, va publicar Dido, obra que era una traducció al llibre IV de l'Eneida de Virgili, posteriorment va traduir vuit llibres més. Com a periodista va dirigir durant alguns anys, des de 1848, el Butlletí Oficial del Ministeri de Comerç i Obres Públiques; a més de La Concordia, revista moral política i literària (1863-1864); i La Patria, fundada per ell mateix (1865-1866).
Va ser escollit membre de nombre de la Reial Acadèmia Espanyola va ocupar la butaca H de 1850 a 1875. Va ser nomenat secretari de la comissió per realitzar les gestions necessàries i crear les acadèmies corresponents de Xile, Guatemala, Mèxic, Perú i Veneçuela. D'aquesta manera, a mitjan 1874, va escriure a José María de Bassoco per incentivar les gestions necessàries a Mèxic. El 13 d'abril de l'any següent es va celebrar la primera junta preliminar de l'Acadèmia Mexicana, la qual arribaria a constituir-se l'11 de setembre de 1875. No obstant això, Fermín de la Puente va morir una mica abans, el 20 d'agost de 1875,Martínez, 2003; 450 en la localitat càntabra d'Omoño.

## Obres publicades
- A la grata memoria del señor D. José Musso y Valiente, para gloria y ejemplo de los suyos, recuerdo de sus amigos, y gratitud a la patria consagra esta noticia de su vida, su hijo, discípulo y mejor amigo, Fermín de la Puente y Apezechea, 1838.
- Dido: libro IV de la Eneida de Virgilio, 1845.
- Los libros sapienciales, traducció de l'Eclesiastès, Proverbis i alguns Salms, obra pòstuma, 1878.